# 10242 Wasserkuppe
A 10242 Wasserkuppe (ideiglenes jelöléssel 2808 P-L) a Naprendszer kisbolygóövében található aszteroida. Cornelis Johannes van Houten,  Ingrid van Houten-Groeneveld és Tom Gehrels fedezte fel 1960. szeptember 24-én.